# Dyurtyulinsky (huyện)
Huyện Dyurtyulinsky (tiếng Nga: ? райо́н) là một huyện hành chính tự quản (raion), của Bashkortostan, Nga. Huyện có diện tích 1685 kilômét vuông, dân số thời điểm ngày 1 tháng 1 năm 2000 là 33300 người. Trung tâm của huyện đóng ở Dyurtyuli.